# Данія на Європейських іграх 2015
Данія на перших Європейських іграх у Баку була представлена 265 атлетами у 14 видах спорту.

## Медалісти
| Медаль | Спортсмен         | Вид спорту      | Дисципліна                        | Дата      |
| ------ | ----------------- | --------------- | --------------------------------- | --------- |
| Золото | Матіас Бое        | Бадмінтон       | Чоловіки, парний розряд           | 27 червня |
| Золото | Карстен Могенсен  | Бадмінтон       | Чоловіки, парний розряд           | 27 червня |
| Золото | Ніклас Нер        | Бадмінтон       | Мікст                             | 28 червня |
| Золото | Сара Тигесен      | Бадмінтон       | Мікст                             | 28 червня |
| Золото | Лін Кьярсфельдт   | Бадмінтон       | Жінки, одиночний розряд           | 28 червня |
| Золото | Сімона Крістенсен | Велоспорт       | Жінки, BMX                        | 28 червня |
| Срібло | Майя Ягер         | Стрільба з лука | Жінки, індивідуальна першість     | 21 червня |
| Срібло | Стін Нільсен      | Стрільба        | Мікст, пневматична гвинтівка 10 м | 22 червня |
| Срібло | Стеффен Ольсен    | Стрільба        | Мікст, пневматична гвинтівка 10 м | 22 червня |
| Срібло | Еміль Гольст      | Бадмінтон       | Чоловіки, одиночний розряд        | 28 червня |
| Бронза | Рене Поульсен     | Веслування      | Чоловіки, K-1 1000 м              | 15 червня |
| Бронза | Тобіас Б'єрг      | Плавання        | Чоловіки, 50 м брасом             | 25 червня |
| Бронза | Юлія Єнсен        | Плавання        | Жінки, 50 м вільним стилем        | 26 червня |
| Бронза | Юлія Єнсен        | Плавання        | Жінки, 50 м баттерфляєм           | 27 червня |
| Бронза | Лена Гребак       | Бадмінтон       | Жінки, парний розряд              | 27 червня |
| Бронза | Марія Гельсбель   | Бадмінтон       | Жінки, парний розряд              | 27 червня |